# Burg Trausnitz im Tal
Die Burg Trausnitz im Tal ist eine Höhenburg auf einer 448 m ü. NN hohen Hügelzunge über der Pfreimd am südlichen Ortsrand der Gemeinde Trausnitz im Landkreis Schwandorf in der Oberpfalz. Sie zählt zu den schönsten und besterhaltenen Burgen in Bayern. Die Anlage ist unter der Aktennummer D-3-76-173-2 als denkmalgeschütztes Baudenkmal von Trausnitz verzeichnet. Ebenso wird sie als Bodendenkmal unter der Aktennummer D-3-6439-0052 im Bayernatlas als „archäologische Befunde des Mittelalters und der frühen Neuzeit im Bereich der Burg Trausnitz im Tal“ geführt.

## Geschichte
Die Burg wurde von den Herren von Waldthurn – Ministeriale der Grafen von Ortenburg-Murach – vermutlich Mitte des 13. Jahrhunderts erbaut. 1261 wurde sie erstmals urkundlich erwähnt. Um 1280 gelangte sie in den Besitz der Wittelsbacher.
Berühmt wurde Burg Trausnitz durch die 28-monatige Gefangenschaft Friedrichs des Schönen von Österreich nach der Schlacht bei Mühldorf. Aus dieser Schlacht zwischen Ludwig dem Bayern und Friedrich auf der Ampfinger Heide bei Mühldorf am 28. September 1322 ging der Habsburger als Verlierer hervor und wurde auf der Burg gefangen gesetzt. Dieser Kampf war zugleich die letzte große Ritterschlacht auf deutschem Boden.
1305 hatten die Wittelsbacher die Anlage ihrem Viztum Weichnand verliehen. Dieser stammte zwar nicht aus dem Adel, genoss aber vor allem bei Kaiser Ludwig dem Bayern höchste Gunst, was sich unter anderem darin zeigte, dass der Kaiser den gefangenen Friedrich seiner Obhut übergab.
Nachdem der Viztum ohne männliche Nachkommen gestorben war, kam die Burg vorübergehend in den gemeinsamen Besitz der Zenger – die sie sich schon vorher mit dem Viztum teilen mussten –, Punzinger und Wiltinger, bis sie dann allein an die Zenger überging.
Ab der Mitte des 16. Jahrhunderts lassen sich auch einzelne von Sparnecker auf Burg Trausnitz nachweisen. Nachdem es nach den Zerstörungen ihrer Stammburgen durch den Schwäbischen Bund über Verwandtschaftsbeziehungen, in Trausnitz über die Erlbeck zu Trausnitz, in die Oberpfalz gekommen war, erlebte das Geschlecht dort nochmals eine Blüte, bis es 1744 ausstarb.
Im Jahre 1689 richtete eine Feuersbrunst großen Schaden in der Burg an. 1700 wurde neben der Burg das neue Schloss errichtet. Eine Inschrift über dem Haupttor des Schlosses, später das Brauhaus, gab hierüber Zeugnis.
Nach längeren Verhandlungen erwarben am 12. Juni 1714 die Hofmark nebst Burg die Freiherren von Quentel, Erbpfleger von Schwandorf. Im Wege des Kaufes aus der Verlassenschaft kam der Besitz 1763 in das Eigentum der Familie von Hannakam und deren Schwiegersohn Freiherr von Karg-Bebenburg.
Zur Lösung von Erbproblemen verkauften die Freiherren von Karg-Bebenburg mit Urkunde vom 2. September 1830 die Burg an König Ludwig I. von Bayern. Die Hofmarksgebäude und übrigen Liegenschaften wurden einzeln verkauft.
Im Jahre 1825 stürzte ein großes Stück des südöstlichen Flügels der bereits seit 1700 unbewohnten Burg ein. 1837 ließ die königliche Regierung den fast zur Ruine heruntergekommenen Bau restaurieren.

## Heutige Nutzung

### Jugendherberge
Die Burg Trausnitz wird als Jugendherberge genutzt. Eine umfassende Sanierung der Burganlage fand 1993 bis 1997 statt.

### Burgfestspiele Trausnitz
An die Gefangenschaft Friedrichs des Schönen als bedeutendstes Ereignis der Gemeinde sollten die Burgfestspiele Trausnitz erinnern, die 1926 mit dem Schauspiel Friedrich der Schöne von Österreich und Ludwig der Bayer in Trausnitz ins Leben gerufen wurden. Dieses von dem geschichtlich und literarisch ambitionierten Münchener Lehrer Fritz Hacker verfasste und mit großem Aufwand inszenierte Stück wurde 1927 noch einmal aufgeführt, geriet danach jedoch wieder in Vergessenheit.
Zu Beginn der 1980er-Jahre gründete sich die Interessengemeinschaft Burgfestspiele. 1992 kam es zu einer gelungenen Wiederaufführung des Schauspiels. 1997 fanden die Burgfestspiele erneut statt, diesmal allerdings mit dem neuen Bühnenstück Gefangen in Trausnitz, das Peter Klewitz geschrieben hatte. Trotz des großen Erfolgs ist es danach zu keiner weiteren Aufführung gekommen.

## Baubeschreibung
Die Burg zeigt sich heute als kleine Dreiflügelanlage auf fünfeckigem Grundriss. An der Zugangsseite im Westen ist sie von einem Burggraben gesichert, weist jedoch keine Ringmauer auf. Somit bilden die hohen Außenmauern der Wohnbauten zugleich den Bering. Der schluchtartige Innenhof wird von den drei hochragenden Gebäudeflügeln umschlossen. An der Nordwestecke neben dem Tor überragt ein viereckiger Bergfried die Anlage.

## Bildergalerie

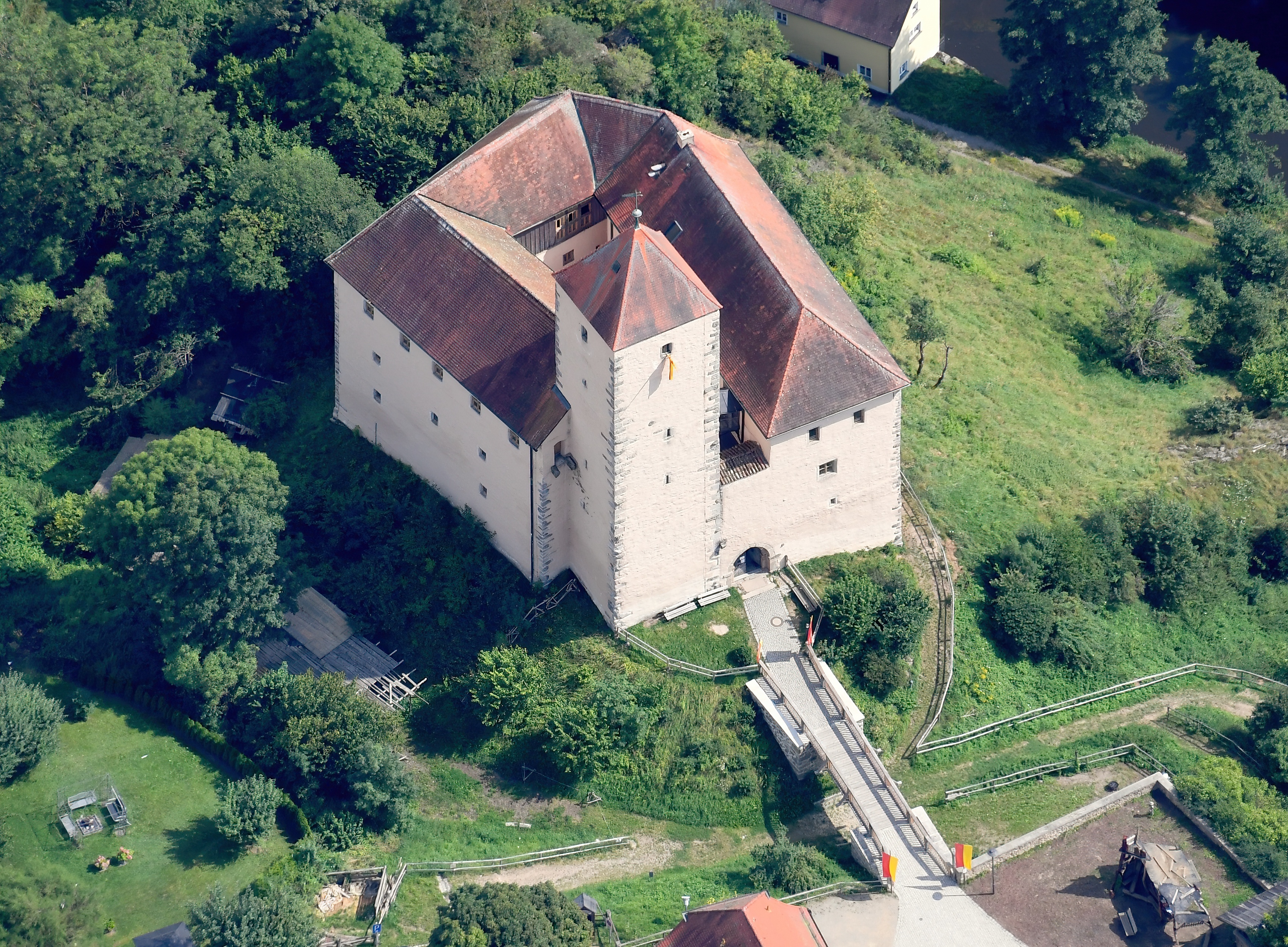
Luftbild der Burg Trausnitz im Tal
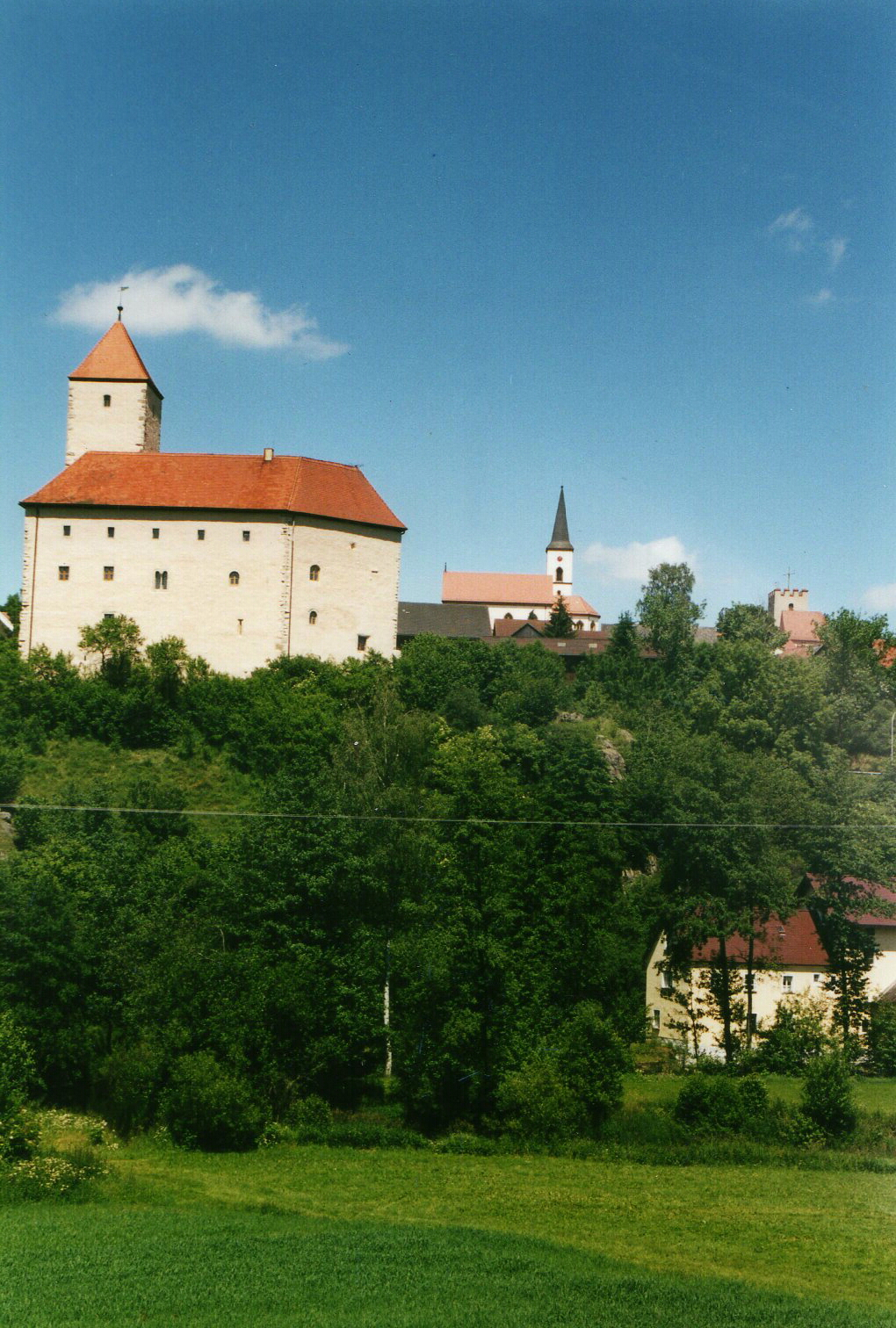
Burg Trausnitz im Tal
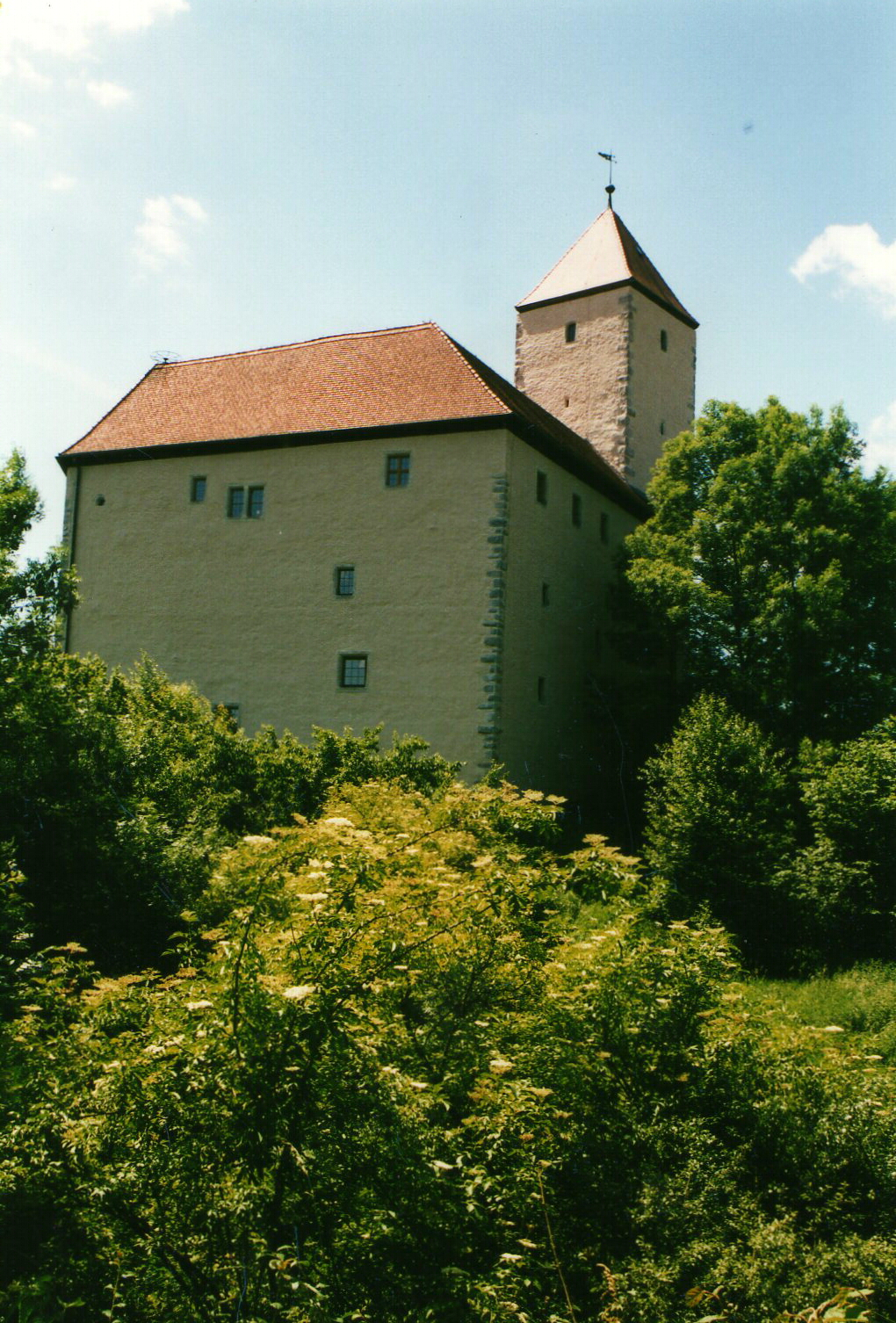
Burg Trausnitz im Tal
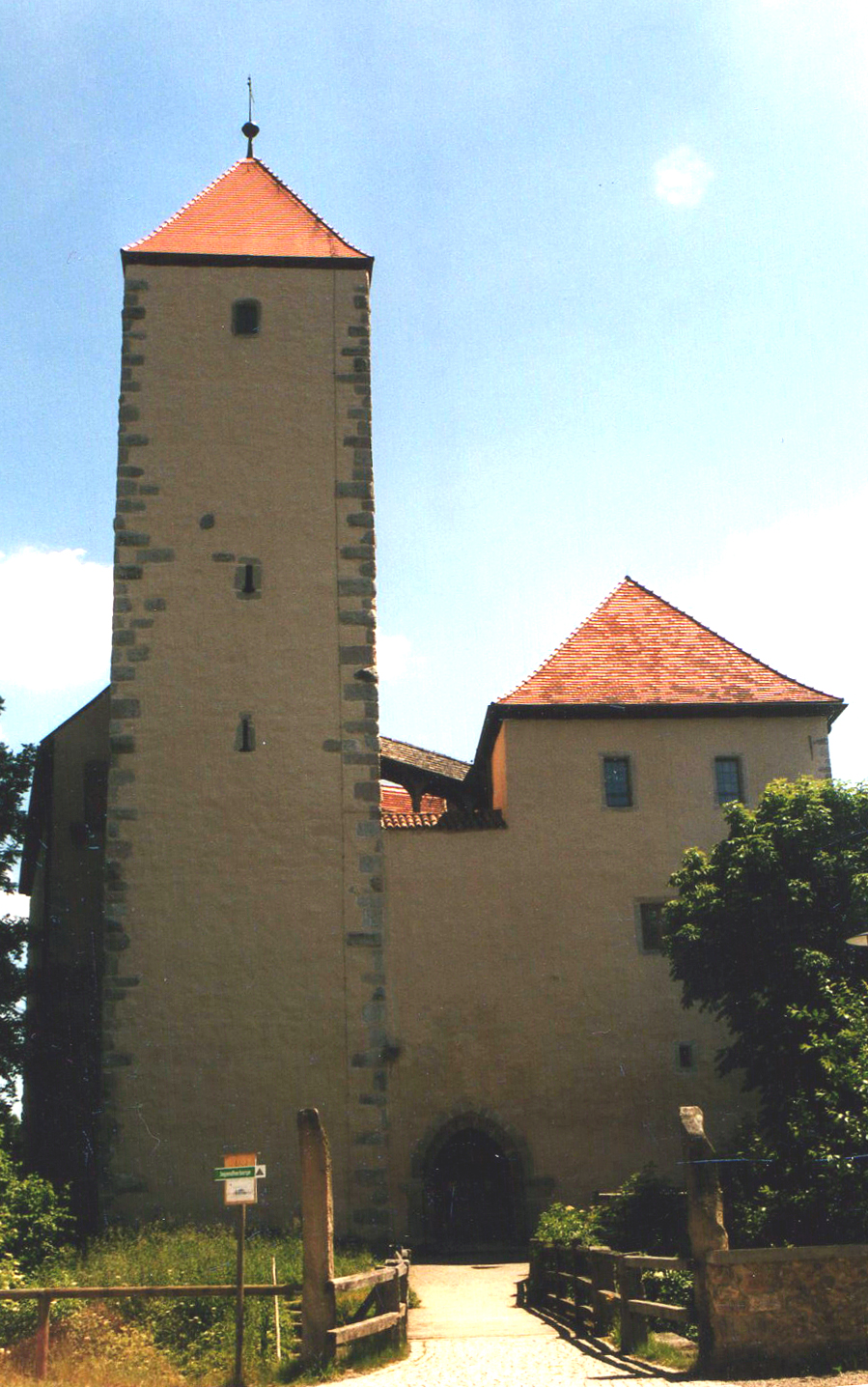
Eingangsbereich der Burg
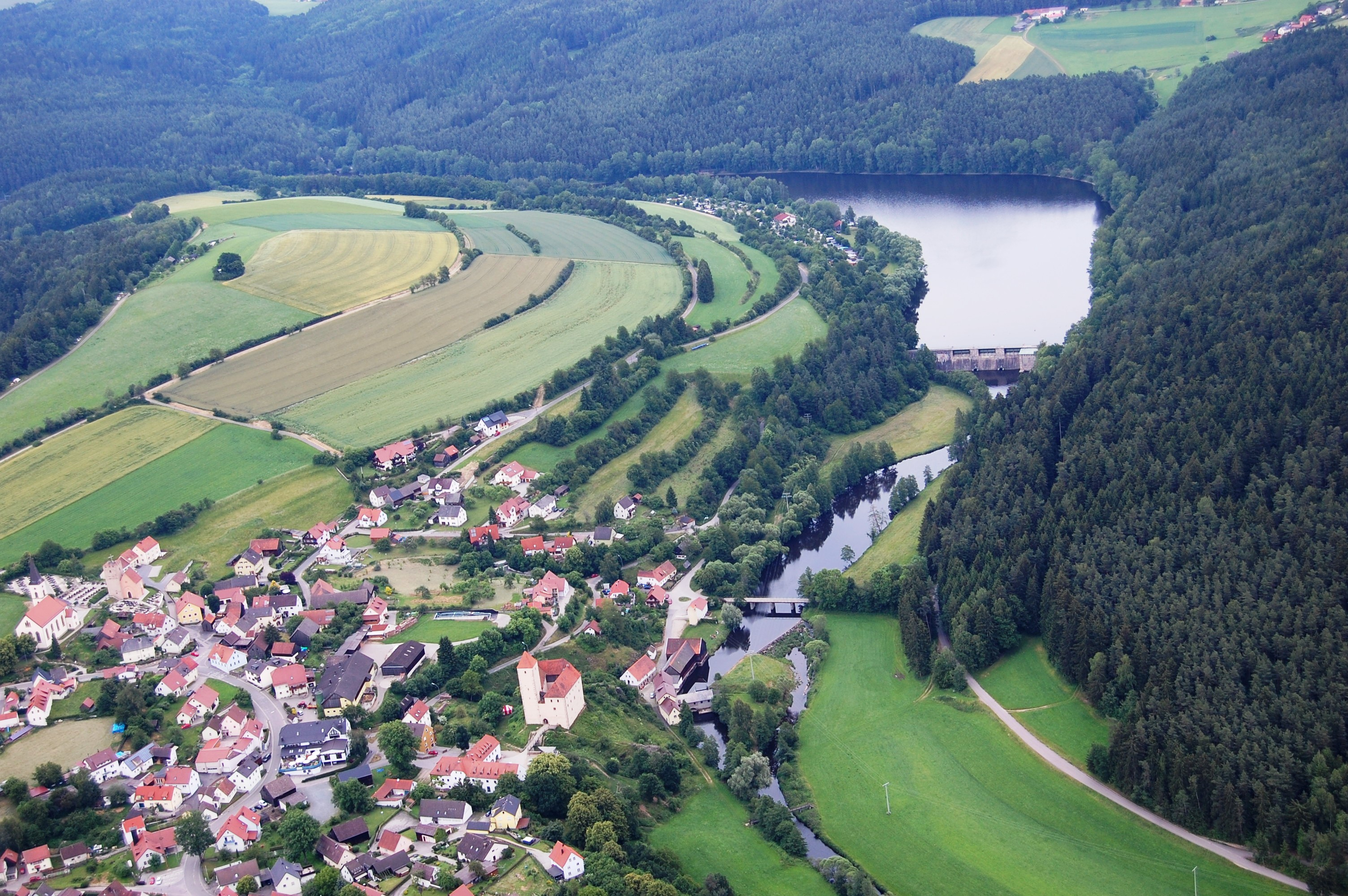
Ortsteil Trausnitz (2009)
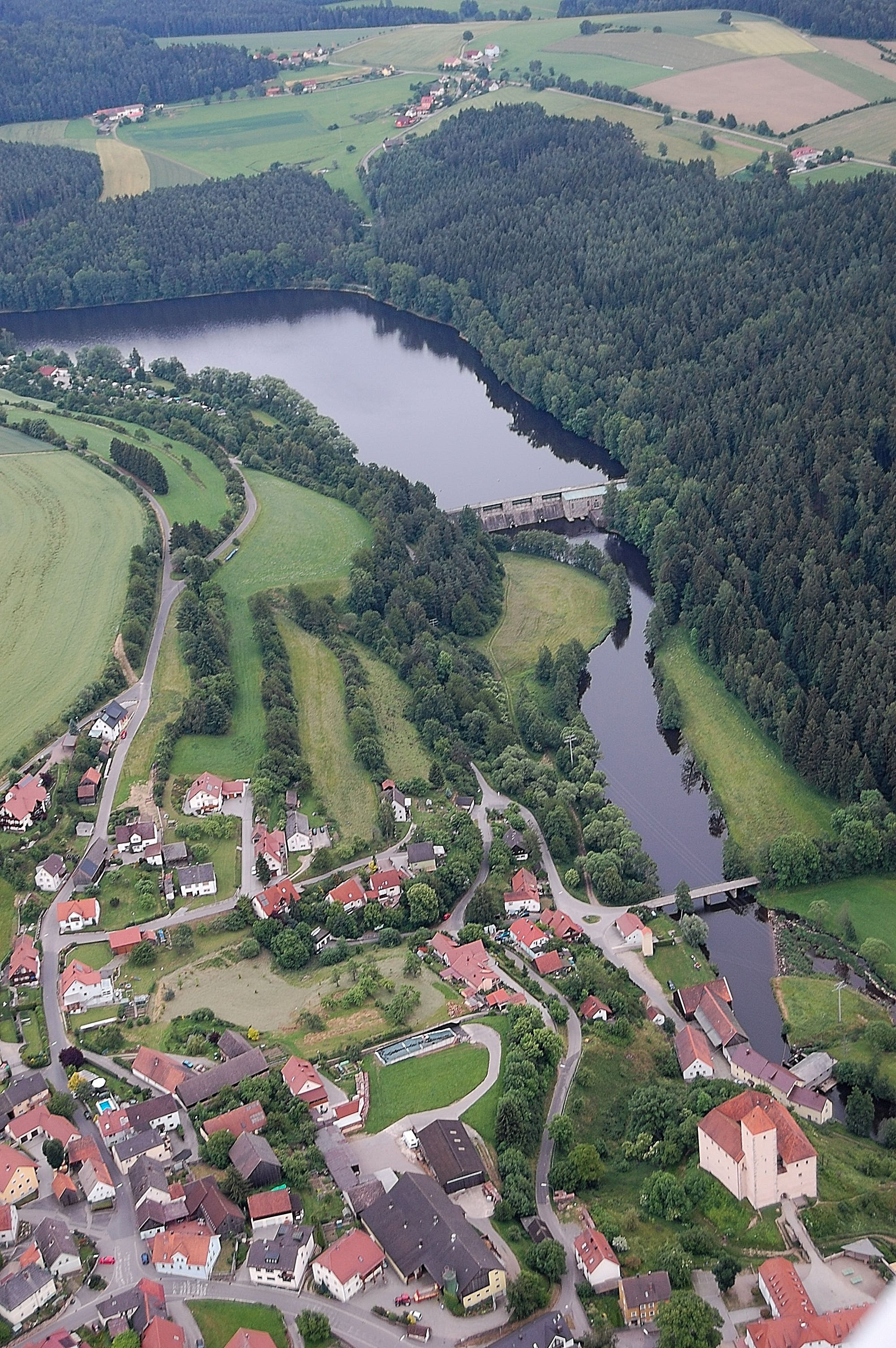
Trausnitz (2009)
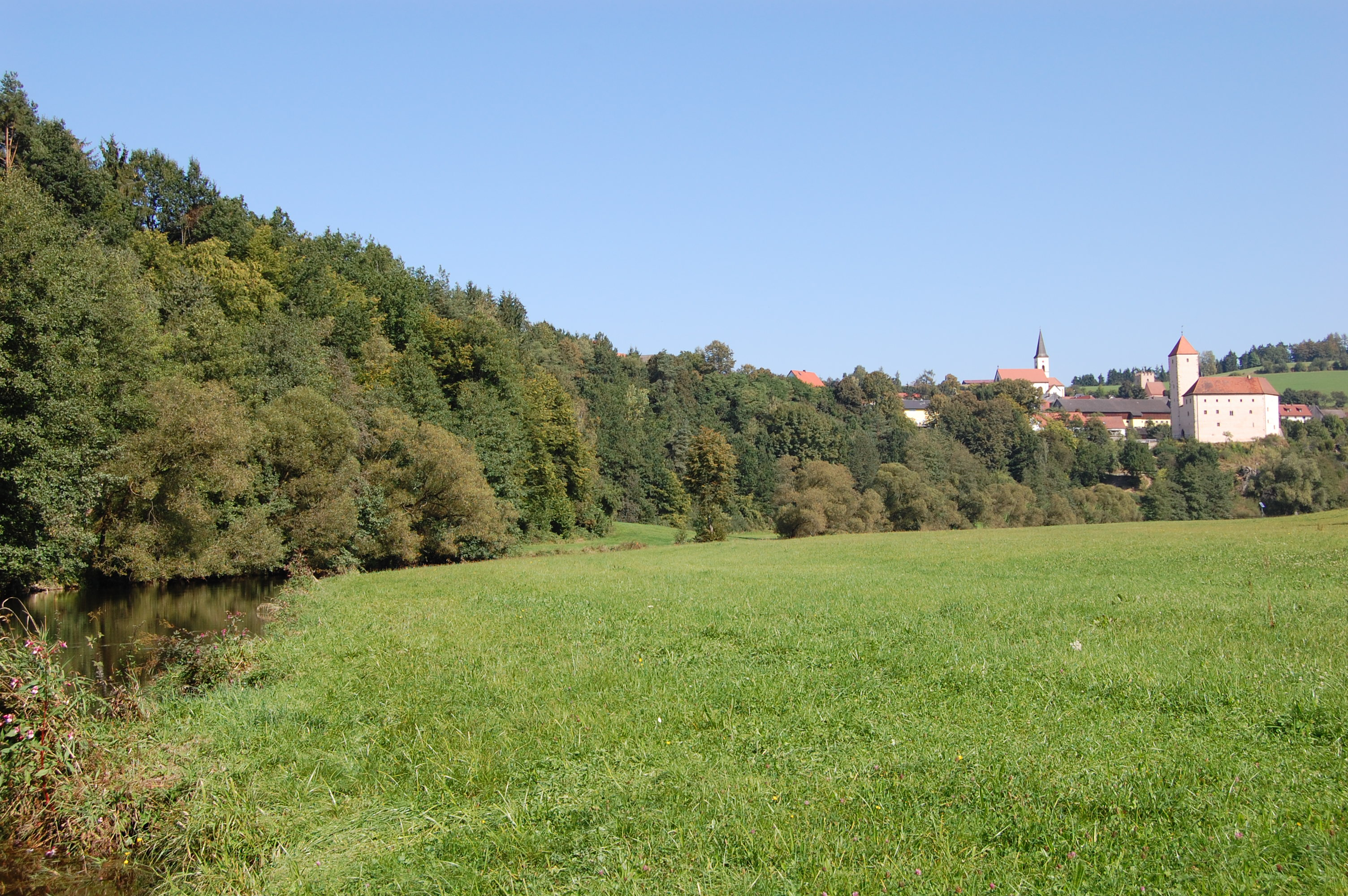
Trausnitz (2009)